# Thônes
Thônes város Franciaország keleti részén, Rhône-Alpes régiójában, Haute-Savoie megyében. Lakosainak száma 6654 fő (2022. január 1.). Thônes Alex, La Balme-de-Thuy, Les Clefs, La Clusaz, Manigod, Talloires-Montmin, Les Villards-sur-Thônes és Glières-Val-de-Borne községekkel határos.

## Kultúra
Thônes-ban készítik a világhírű francia sajtot, a reblochont.

## Népesség
| Lakosok száma | 6185 | 6549 | 6891 | 6576 | 6597 | 6598 | 6599 | 6600 | 6654 |
|               | 2013 | 2015 | 2016 | 2017 | 2018 | 2019 | 2020 | 2021 | 2022 |

## Fordítás
- Ez a szócikk részben vagy egészben  a   Thônes című angol Wikipédia-szócikk fordításán alapul.  Az eredeti cikk szerkesztőit annak laptörténete sorolja fel. Ez a jelzés csupán a megfogalmazás eredetét és a szerzői jogokat jelzi, nem szolgál a cikkben szereplő információk forrásmegjelöléseként.